# (1548) Palomaa
(1548) Palomaa est un astéroïde de la ceinture principale.

## Description
(1548) Palomaa est un astéroïde de la ceinture principale. Il fut découvert le 26 mars 1935 à Turku par Yrjö Väisälä. Il présente une orbite caractérisée par un demi-grand axe de 2,79 UA, une excentricité de 0,08 et une inclinaison de 16,5° par rapport à l'écliptique.

## Compléments